# 阿米尔·谢里夫丁
阿米尔·谢里夫丁·哈拉哈普（1907年4月27日—1948年12月19日），通常简称阿米尔·谢里夫丁，是已故印度尼西亚左翼政治家，为印度尼西亚共产党领导人之一，是印度尼西亚第二任内阁总理，因在与荷兰的圆桌会议谈判中让步太多而下台。他在茉莉芬事件中被印尼军方逮捕，不久遇害。